# 腹脐草
腹脐草（学名：Gastrocotyle hispida）是紫草科腹脐草属的植物。分布在叙利亚、巴基斯坦、非洲、克什米尔、伊拉克、阿富汗、印度、伊朗以及中国大陆的新疆等地，生长于海拔40米至1,450米的地区，多生于盐碱地、戈壁滩和冲积扇地带，目前尚未由人工引种栽培。